# Unione Sportiva Triestina 1934-1935
Questa voce raccoglie le informazioni riguardanti l'Unione Sportiva Triestina nelle competizioni ufficiali della stagione 1934-1935.

## Rosa
| N. |                   | Ruolo | Calciatore          |
| -- | ----------------- | ----- | ------------------- |
|    | Italia (bandiera) | P     | Egidio Umer         |
|    | Italia (bandiera) | P     | Mario Ienco         |
|    | Italia (bandiera) | D     | Marino Nicoli       |
|    | Italia (bandiera) | D     | Giuseppe Geigerle   |
|    | Italia (bandiera) | D     | Arduino Ferrari     |
|    | Italia (bandiera) | C     | Piero Castello      |
|    | Italia (bandiera) | C     | Luigi Spanghero     |
|    | Italia (bandiera) | C     | Marcello Cuffersin  |
|    | Italia (bandiera) | C     | Mario Villini       |
|    | Italia (bandiera) | C     | Giuseppe Coverlizza |

| N. |                   | Ruolo | Calciatore         |
| -- | ----------------- | ----- | ------------------ |
|    | Italia (bandiera) | A     | Nereo Rocco        |
|    | Italia (bandiera) | A     | Luigi Colaussi     |
|    | Italia (bandiera) | A     | Romolo Simonetti   |
|    | Italia (bandiera) | A     | Germano Mian       |
|    | Italia (bandiera) | A     | Piero Pasinati     |
|    | Italia (bandiera) | A     | Deo Baldi          |
|    | Italia (bandiera) | A     | Mario Croci        |
|    | Italia (bandiera) | A     | Rodolfo Volk       |
|    | Italia (bandiera) | A     | Guglielmo Trevisan |

## Statistiche

### Statistiche di squadra
| Competizione | Punti | In casa | In casa | In casa | In casa | In casa | In casa | In trasferta | In trasferta | In trasferta | In trasferta | In trasferta | In trasferta | Totale | Totale | Totale | Totale | Totale | Totale | DR  |
| Competizione | Punti | G       | V       | N       | P       | Gf      | Gs      | G            | V            | N            | P            | Gf           | Gs           | G      | V      | N      | P      | Gf     | Gs     | DR  |
| ------------ | ----- | ------- | ------- | ------- | ------- | ------- | ------- | ------------ | ------------ | ------------ | ------------ | ------------ | ------------ | ------ | ------ | ------ | ------ | ------ | ------ | --- |
| Serie A      | 27    | 15      | 8       | 3       | 4       | 22      | 16      | 15           | 3            | 2            | 10           | 11           | 28           | 30     | 11     | 5      | 14     | 33     | 44     | -11 |

### Statistiche dei giocatori
| Giocatore     | Serie A  | Serie A |
| Giocatore     | Presenze | Reti    |
| ------------- | -------- | ------- |
| D. Baldi      | 16       | 3       |
| P. Castello   | 30       | 0       |
| L. Colaussi   | 30       | 4       |
| G. Coverlizza | 1        | 0       |
| M. Croci      | 7        | 0       |
| M. Cuffersin  | 11       | 0       |
| A. Ferrari    | 1        | 0       |
| G. Geigerle   | 25       | 1       |
| M. Ienco      | 1        | -2      |
| G. Mian       | 28       | 10      |
| M. Nicoli     | 29       | 0       |
| P. Pasinati   | 23       | 1       |
| N. Rocco      | 30       | 11      |
| R. Simonetti  | 28       | 2       |
| L. Spanghero  | 27       | 0       |
| G. Trevisan   | 1        | 0       |
| E. Umer       | 29       | -42     |
| M. Villini    | 7        | 0       |
| R. Volk       | 6        | 1       |